# Martin Sebaldt
Martin Sebaldt (* 11. Februar 1961 in Bad Reichenhall) ist ein deutscher Politikwissenschaftler. Er lehrt als Professor an der Universität Regensburg.

## Leben und Wirken

### Schule und Militär
Nach Schule und Abitur (1980) in Bad Reichenhall war Sebaldt bis 1982 Soldat auf Zeit und wurde zum Mörseroffizier ausgebildet. Nach zahlreichen Wehrübungen war er zuletzt als Stabsoffizier und Dozent an der Führungsakademie der Bundeswehr eingesetzt und ist heute Oberst der Reserve.

### Studium
Im Jahr 1982 begann er sein Studium der Politikwissenschaft, der Mittleren und Neueren Geschichte sowie der Soziologie an den Universitäten Passau (WS 1982 bis SS 1984, WS 1986 bis WS 1987), München (WS 1984 bis SS 1985) und Cambridge (Oktober 1985 bis Juni 1986). Zum Wintersemester 1987 schloss er das Studium als Magister Artium ab (Note: sehr gut; Examensschwerpunkt in Politikwissenschaft: Britischer Parlamentarismus und internationaler Parlamentarismusvergleich). Danach war er am Lehrstuhl für Politikwissenschaft (Professur Heinrich Oberreuter) tätig. Sebaldt war Stipendiat der Konrad-Adenauer-Stiftung (Studienförderung) sowie der Hanns-Seidel-Stiftung (Graduiertenförderung) und wurde im Sommersemester 1991 mit einer Arbeit über die Die Thematisierungsfunktion der Opposition. Die parlamentarische Minderheit des Deutschen Bundestags als innovative Kraft im politischen System der Bundesrepublik Deutschland promoviert (magna cum laude).
Im Sommersemester 1996 folgte die Habilitation für die Gesamtdisziplin Politikwissenschaft.

### Beruf
Am 31. Juli 1996 wurde Sebaldt zum Privatdozenten an der Universität Passau ernannt und trat eine Stelle als Oberassistent am Lehrstuhl für Politikwissenschaft I an. Ab dem Wintersemester 1997 war er mit der Vertretung der Professur für Politikwissenschaft, insb. Politische Systeme von Ursula Hoffmann-Lange an der Otto-Friedrich-Universität Bamberg betraut und war im Wintersemester 2001 Otto von Freising-Gastprofessor an der Katholischen Universität Eichstätt-Ingolstadt.
Im Sommersemester 2002 hatte Sebaldt die Vertretung des Lehrstuhls für Politikwissenschaft von Carl Böhret an der Deutschen Hochschule für Verwaltungswissenschaften Speyer inne und wurde am 1. September 2002 zum außerplanmäßigen Professor an der Universität Passau ernannt.
Seit dem Sommersemester 2003 vertrat er den Lehrstuhl für Vergleichende Politikwissenschaft (Schwerpunkt Westeuropa) an der Universität Regensburg und wurde am 22. Juli des Jahres auf ebendiesen berufen. Die Ernennung zum ordentlichen Professor folgte am 1. Oktober.

## Auszeichnungen
- Wissenschaftspreis des Deutschen Bundestages für die Habilitationsschrift (1997)

## Veröffentlichungen
- Die Thematisierungsfunktion der Opposition. Die parlamentarische Minderheit des Deutschen Bundestags als innovative Kraft im politischen System der Bundesrepublik Deutschland. Peter Lang, Frankfurt am Main u. a. 1992.
- Katholizismus und Religionsfreiheit. Der Toleranzantrag der Zentrumspartei im Deutschen Reichstag. Peter Lang, Frankfurt am Main u. a. 1994.
- Organisierter Pluralismus. Kräftefeld, Selbstverständnis und politische Arbeit deutscher Interessengruppen. Westdeutscher Verlag, Opladen 1997 (zugleich Habilitationsschrift Universität Passau 1996).
- Transformation der Verbändedemokratie. Die Modernisierung des Systems organisierter Interessen in den USA. Westdeutscher Verlag, Wiesbaden 2001.
- Mit Heinrich Oberreuter und Uwe Kranenpohl (Hrsg.): Der Deutsche Bundestag im Wandel. Ergebnisse neuerer Parlamentarismusforschung. Westdeutscher Verlag, Wiesbaden 2001 (2. erw. Aufl. 2002).
- Parlamentarismus im Zeitalter der europäischen Integration. Zu Logik und Dynamik politischer Entscheidungsprozesse im demokratischen Mehrebenensystem der EU. Leske und Budrich, Opladen 2002.
- (Hrsg.): Sustainable Development – Utopie oder realistische Vision? Karriere und Zukunft einer entwicklungspolitischen Strategie. Dr. Kovac, Hamburg 2002.
- Mit Alexander Straßner: Verbände in der Bundesrepublik Deutschland. Eine Einführung. VS Verlag, Wiesbaden 2004.
- Mit Alexander Straßner (Hrsg.): Klassiker der Verbändeforschung. VS Verlag, Wiesbaden 2006.
- Die Macht der Parlamente. Funktionen und Leistungsprofile nationaler Volksvertretungen in den alten Demokratien der Welt. VS Verlag, Wiesbaden 2009.
- Mit Henrik Gast (Hrsg.): Politische Führung in westlichen Regierungssystemen. Theorie und Praxis im internationalen Vergleich. VS Verlag, Wiesbaden 2010.
- Mit Gerhard Hopp und Benjamin Zeitler (Hrsg.): Die CSU. Strukturwandel, Modernisierung und Herausforderungen einer Volkspartei. VS Verlag, Wiesbaden 2010.
- Mit Alexander Straßner (Hrsg.): Aufstand und Demokratie. Counterinsurgency als normative und praktische Herausforderung. VS Verlag, Wiesbaden 2011.
- Pathologie der Demokratie. Defekte, Ursachen und Therapie des modernen Staates. Springer VS, Wiesbaden 2015.
- Mit Andreas Friedel, Sabine Fütterer und Sarah Schmid (Hrsg.): Aufstieg und Fall westlicher Herrschaft. Zum Grundproblem globaler Politik im Spiegel moderner Klassiker. Springer VS, Wiesbaden 2016.
- Nicht abwehrbereit. Die Kardinalprobleme der deutschen Streitkräfte, der Offenbarungseid des Weißbuchs und die Wege aus der Gefahr. Carola Hartmann Miles-Verlag, Berlin 2017.
- Mit Simon Bein, Sebastian Enghofer, Verena Ibscher und Luis Illan (Hrsg.): Demokratie und Anomie. Eine fundamentale Herausforderung moderner Volksherrschaft in Theorie und Praxis. Springer VS, Wiesbaden 2020.
- Mit Gerhard Hopp und Benjamin Zeitler (Hrsg.): Christlich-Soziale Union. Politisches Kapital und zentrale Herausforderungen der CSU im 21. Jahrhundert. Springer VS, Wiesbaden 2020.
- Das Elend der Strategen. Warum die deutsche Militärpolitik versagt. Carola Hartmann Miles-Verlag, Berlin 2020.